# Saint-Victor (Allier)
Saint-Victor é uma comuna francesa na região administrativa de Auvérnia-Ródano-Alpes, no departamento Allier. Estende-se por uma área de 23,36 km². Em 2010 a comuna tinha 2 121 habitantes (densidade: 90,8 hab./km²).